# Norrudden
Norrudden is een plaats in de gemeente Nynäshamn in het landschap Södermanland en de provincie Stockholms län in Zweden. De plaats heeft 63 inwoners (2005) en een oppervlakte van 18 hectare.